# Bitwa o Fort Eben-Emael
Bitwa o Fort Eben-Emael – bitwa pomiędzy wojskami niemieckimi i belgijskimi tocząca się 10 i 11 maja 1940 r. podczas kampanii belgijskiej.
Zadaniem niemieckiej jednostki powietrznodesantowej (Fallschirmjäger) było zdobycie belgijskiego fortu Eben-Emael, którego silna artyleria broniła kilku mostów na Kanale Alberta. Zajęcie tych przepraw odgrywało kluczową rolę w planach inwazji sił niemieckich na Belgię. Bitwa zakończyła się zdecydowanym zwycięstwem niemieckim. Część oddziałów spadochronowych wylądowała w forcie na pokładach szybowców. Przy użyciu miotaczy ognia i materiałów wybuchowych (ładunki kumulacyjne) siły te unieszkodliwiły garnizon i stanowiska artylerii. Niemcy opanowali twierdzę, zabijając wielu obrońców i przetrzymując pozostałych w pomieszczeniach fortu. W tym samym czasie reszta niemieckich sił szturmowych wylądowała niedaleko mostów na kanale, niszcząc wiele schronów bojowych i pozycji obronnych oraz opanowując dwa z trzech mostów. Spadochroniarze ponieśli w walkach znaczne straty, ale utrzymali zdobycze do czasu nadejścia głównych sił niemieckich (18 Armii). Wzmocnienie sił atakujących doprowadziło do kapitulacji resztek garnizonu. Niemieckie siły inwazyjne wykorzystały zdobyte mosty do ominięcia belgijskich pozycji obronnych i poprowadzenia natarcia w głąb Belgii.

## Tło wydarzeń
10 maja 1940 roku Niemcy rozpoczęli operację Fall Gelb, czyli inwazję na Francję. Zaczęła się ona od zaatakowania krajów Beneluksu. Niemieckie dowództwo planowało oskrzydlenie linii Maginota przez siły inwazyjne atakiem przez południową Belgię i północną Francję. Taki kierunek natarcia miał odciąć Brytyjski Korpus Ekspedycyjny i wiele francuskich dywizji, zmuszając Francję do kapitulacji. W celu uzyskania dostępu do północnej Francji, Niemcy musieli jednak pokonać armię belgijską i holenderską, przy tym wyminąć lub zneutralizować fortyfikacje. Niektóre z nich były słabo bronione, ale miały zadanie opóźniania natarcia przeciwnika. Niektóre pozycje obronne były silniej bronione; miały znaczne umocnienia i silne garnizony. Linia Grebbe w Holandii rozciągała się od Zuiderzee aż do belgijskiej granicy i składała się z wielu systemów fortyfikacji połączonych z naturalnymi przeszkodami terenowymi, takimi jak bagna i dolina Geld, które łatwo mogły być zalane dla utrudnienia ataku. Belgijska obrona składała się z jednej linii opóźnienia biegnącej wzdłuż Kanału Alberta oraz głównej linii obrony biegnącej wzdłuż rzeki Dijle, chroniącej port w Antwerpii oraz Brukseli. Linie opóźniające składały się z kilku czołowych pozycji obsadzonych przez wojsko, z wyjątkiem pojedynczego rejonu, gdzie kanał przecinał holenderską granicę. Rejon ten był zwany „wybrzuszeniem Maastricht” z powodu bliskości miasta Maastricht. Belgowie nie mogli umocnić wysuniętych pozycji ze względu na bliskość granicy, zatem przydzielili dywizję piechoty do obrony trzech mostów na kanale, po jednej brygadzie do obrony każdego mostu. Belgijski plan obronny zakładał utrzymanie się przez krótki czas na pozycjach wzdłuż Kanału Alberta, a następnie wycofanie się i połączenie z siłami brytyjskimi i francuskimi na głównej pozycji obronnej wzdłuż rzeki Dyle. Niemieckie dowództwo po zapoznaniu się z tymi planami, postanowiło zająć te trzy mosty oraz wiele innych mostów w Belgii i Holandii w celu umożliwienia własnym siłom szybkiego przełamania wrogich linii obrony.

## Preludium

### Belgijskie przygotowania

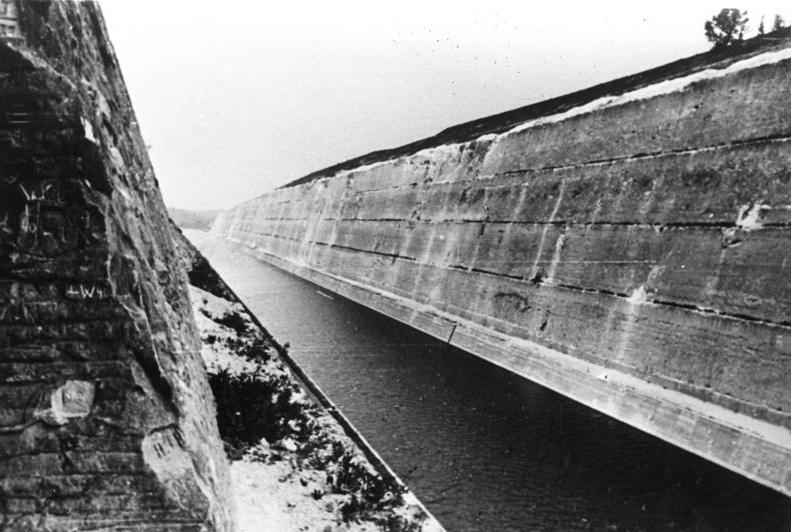
Kanał Alberta widziany z fortu, 23 maja 1940

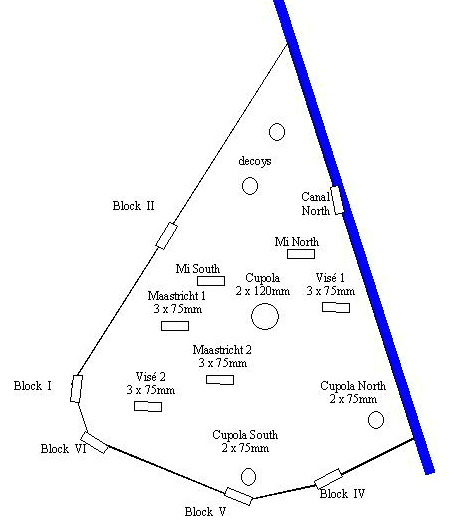
Mapa fortu Eben-Emael

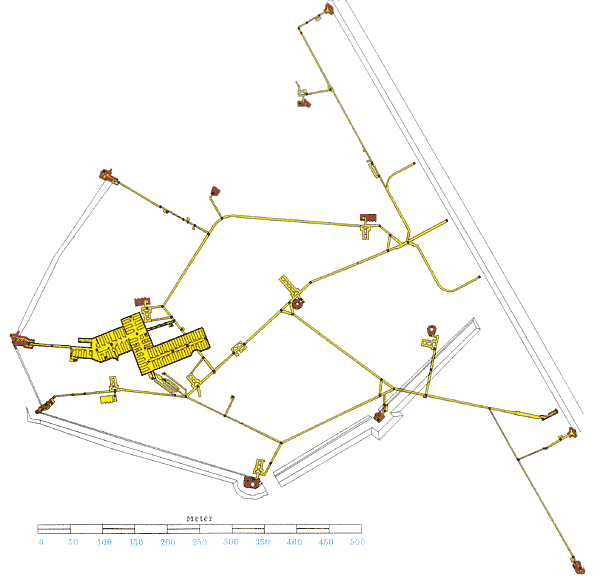
Podziemne połączenia fortu Eben-Emael

Belgijska 7 dywizja piechoty została przydzielona do ochrony trzech mostów nad kanałem i miała być wspierana podczas bitwy przez garnizon fortu Eben-Emael. Obrona mostów składała się z czterech dużych schronów bojowych po zachodniej stronie kanału. Trzy z nich były uzbrojone w karabiny maszynowe, czwarty w działo przeciwpancerne. Bunkier wyposażony w działo przeciwpancerne był umieszczony w pobliżu drogi prowadzącej na most, bunkier z karabinami maszynowymi tuż za mostem, dwa pozostałe po obu stronach. Pozycje kompanii znajdowały się na zachodnim brzegu kanału przy poszczególnych mostach. Na wschodnim brzegu kanału znajdowało się małe stanowisko obserwacyjne, mające za zadanie ostrzec obrońców przed atakiem, co umożliwiłoby Belgom wysadzenie zaminowanych wcześniej mostów. Ładunki były detonowane z bunkra przeciwpancernego.
Fort Eben-Emael miał wymiary 180 na 370 m. Zbudowano go w latach 30. (zakończono w 1935). Fort wykuty w skałach marglowych, miał betonowe mury grubości 1,5 metra, a także cztery wysuwane kazamaty oraz 64 stanowiska bojowe. Wyposażony był w sześć dział kalibru 120 mm o zasięgu ognia 16 km, w tym w dwa w obrotowej kopule pancernej; szesnaście dział kalibru 75 mm (4 w podwójnych kopułach pancernych); 12 przeciwpancernych, szybkostrzelnych kalibru 60 mm; 25 podwójnie sprzężonych karabinów maszynowych oraz kilka dział przeciwlotniczych. Z jednej strony fort otaczał kanał, a z pozostałych stron znajdowały się pola minowe, głębokie rowy, mur wysoki na 6 metrów, betonowe schrony bojowe wyposażone w karabiny maszynowe, 15 szperaczy na dachach fortu oraz działa ppanc 60 mm. Pod fortem biegło wiele potern, łącząc pojedyncze punkty oporu z punktem dowodzenia i składem amunicji. Fort miał także szpital i kilka pomieszczeń socjalnych dla garnizonu oraz elektrownię zaopatrującą w energię wysuwane kopuły dział, wewnętrzne i zewnętrzne oświetlenie oraz radiostację i systemy filtrujące powietrze.
Plany Belgów nie zakładały długotrwałej obrony. W wypadku ataku zamierzano wycofać się ze wschodniego brzegu kanału do fortu, wysadzić mosty i opóźniać wrogie natarcie. Główne siły obronne Belgów miały wycofać się na linię rzeki Dyle i połączyć się z głównymi siłami alianckimi.

### Niemieckie przygotowania

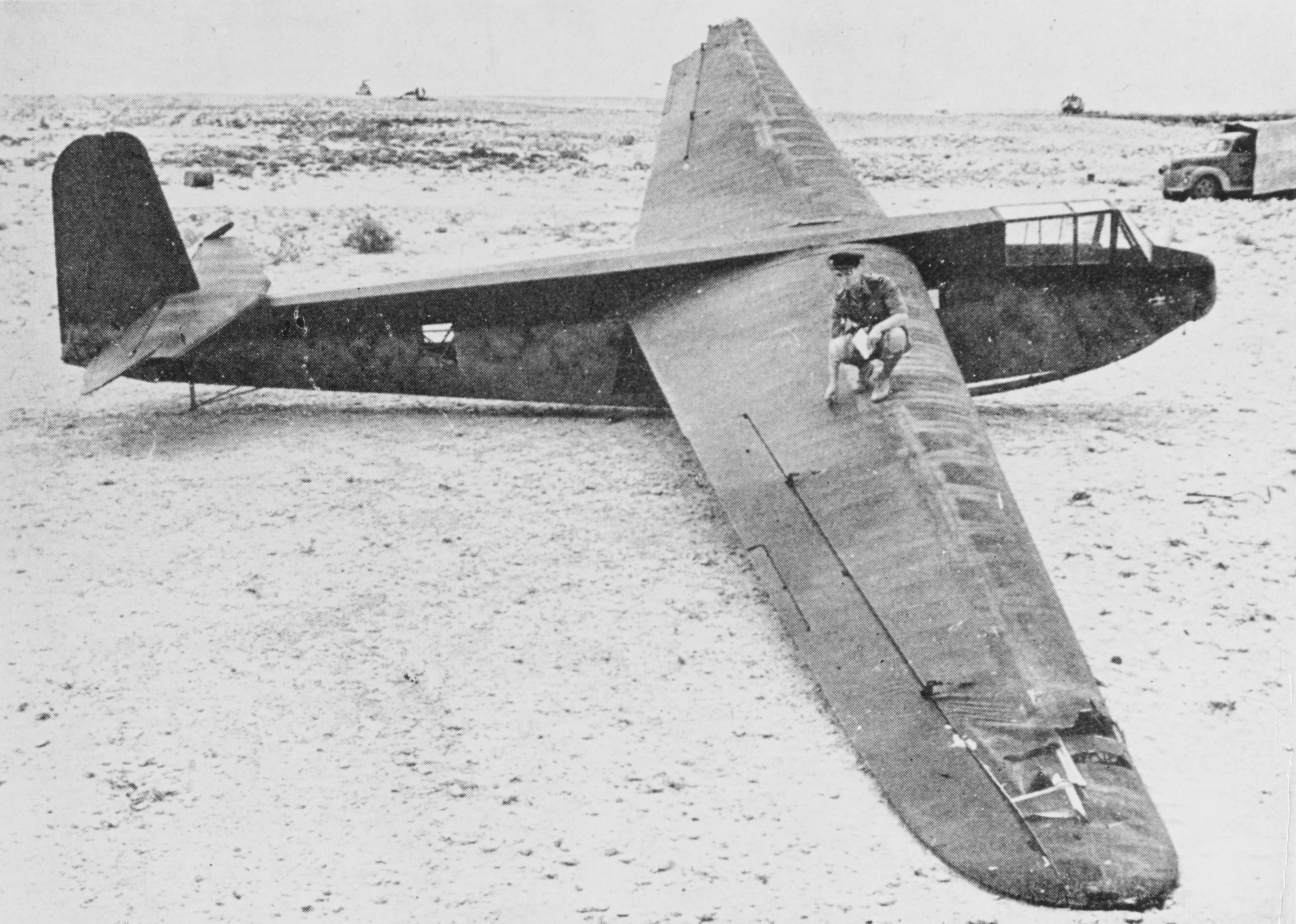
Niemiecki szybowiec transportowy DFS 230

Próba zdobycia fortu Eben-Emael oraz mostów była częścią większej niemieckiej operacji powietrznodesantowej, w której udział wzięły 7 i 22 dywizja spadochronowa. 7 dywizja spadochronowa składała się z trzech pułków spadochronowych i jednego pułku piechoty. Jednostka ta miała za zadanie zdobycie kilku mostów na rzekach i kanałach prowadzących na holenderskie pozycje obronne, skoncentrowane wokół Rotterdamu oraz lotniska Waalhaven. 22 dywizja powietrznodesantowa składała się z dwóch pułków piechoty wzmocnionych batalionem spadochronowym. Jej zadaniem było zdobycie kilku lotnisk w okolicy Hagi; Valkenburg, Ockenburg i Ypenburg. Lotniska te miały być zabezpieczone przez batalion spadochronowy, reszta dywizji miała zdobyć holenderską stolicę i przechwycić cały holenderski rząd, rodzinę królewską i wysokich rangą dowódców. Dywizja miała również przeciąć drogi i linie kolejowe w tym rejonie dla utrudnienia ruchów sił holenderskich. Niemieckie dowództwo zamierzało użyć tych dwóch dywizji do stworzenia korytarza, którym 18 Armia ruszyłaby w głąb Holandii, bez utrudnienia wynikającego ze zniszczenia mostów. Generał Kurt Student, który zaproponował użycie dwóch dywizji spadochronowych, argumentował, że taki manewr otworzyłby drogę na Rotterdam, zapobiegając przesunięciu holenderskich rezerw z północnego zachodu oraz uniemożliwiłby wysłanie francuskiej pomocy, a także zapobiegłby użyciu przez aliantów holenderskich lotnisk. 400 samolotów transportowych Junkers Ju 52 użyto do transportu spadochroniarzy oraz sił nie lądujących na spadochronach ani w szybowcach.
Siły przeznaczone do zdobycia fortu Eben-Emael i trzech mostów zostały sformowane z żołnierzy 7 i 22 dywizji. Zostały nazwane „Sturmabteilung Koch” (grupa szturmowa Koch) od imienia ich dowódcy – Hauptmanna Waltera Kocha. Siły te zostały sformowane w listopadzie 1939 roku. Składały się głównie ze spadochroniarzy z 1 Pułku Spadochronowego, saperów z 7 dywizji oraz małej grupy pilotów Luftwaffe. Chociaż grupa ta składała się głównie ze spadochroniarzy, zdecydowano, że lądowanie odbędzie się przy pomocy szybowców. Adolf Hitler, który interesował się przygotowaniami ofensywy powietrznej, polecił użycie szybowców, po rozmowie ze swoją pilot Hanną Reitsch, która opowiedziała mu, że szybowce lecą prawie bezdźwięcznie. Belgijska obrona przeciwlotnicza używała aparatów dźwiękowo-lokacyjnych do wykrywania wrogich samolotów. Było więc możliwe doholowanie szybowców do holenderskiej granicy, a następnie uwolnienie ich i dokonanie ataku z zaskoczenia.
50 szybowców transportowych DFS 230 zostało przydzielonych siłom szturmowym do intensywnego treningu. Po dokładnym przestudiowaniu belgijskiego fortu i jego okolic została stworzona ich replika (w tym także mosty) do treningu jednostek szturmowych. Wspólne ćwiczenia spadochroniarzy i pilotów szybowców odbywały się od wczesnej wiosny 1940. Stworzono kilka usprawnień w sprzęcie i taktyce, wśród nich np. odkryto, że zamontowanie drutu kolczastego przy nosach płóz szybowców skraca ich drogę lądowania. Żołnierze ćwiczyli używanie miotaczy ognia i materiałów wybuchowych, przy czym te ostatnie tak utajniono, że testowano je jedynie na fortyfikacjach w Niemczech, nie korzystając z byłych czechosłowackich fortyfikacji podobnych do Eben-Emael. W celu ukrycia przygotowań po zakończeniu ćwiczeń szybowce i sprzęt były składane i transportowane w samochodach do przewozu mebli. Podjednostki oddziału często zmieniały nazwy i były dyslokowane w inne miejsca stacjonowania, insygnia jednostki zostały usunięte, a żołnierzom nie wydawano przepustek i pozwoleń na opuszczenie koszar.
Hauptmann Koch podzielił swoje siły na cztery oddziały szturmowe. Grupa „Granite” pod dowództwem Oberleutnanta Rudolfa Witziga składała się z 85 ludzi w 12 szybowcach. Miała ona za zadanie zdobycie fortu Eben-Emael. Grupa „Stahl” dowodzona przez Oberleutnanta Gustava Altmanna z 92 ludźmi w 9 szybowcach miała zdobyć most Veldwezelt. Grupa „Beton” dowodzona przez Leutnanta Gerharda Schächta z 96 ludźmi w 12 szybowcach miała za zadanie zdobyć most Vroenhoven. Grupa „Eisen” pod dowództwem Leutnanta Martina Schächtera złożona z 90 ludzi w 10 szybowcach miała zdobyć most Cannes. Kluczowym czynnikiem decydującym o sukcesie misji, a szczególnie grupy „Granite”, był czas. Wierzono, że bezgłośność szybowców i brak wypowiedzenia wojny da atakującym przewagę zaskoczenia. Jednakże niemieckie szacunki zakładały, że już po 6 minutach ataku siły obrońców zaczną być zbyt wielkie dla niewielkich, lekko uzbrojonych oddziałów powietrznodesantowych. Niemcy musieli więc w ciągu tych kluczowych pierwszych minut wyeliminować jak najwięcej stanowisk ogniowych i kopuł pancernych oraz za wszelką cenę zniszczyć artylerię dalekosiężną, mogącą ostrzeliwać mosty. Wyliczono, że na zniszczenie artylerii potrzeba 10 minut. Przez ten czas spadochroniarze musieli wydostać się z szybowców, pokonać dystans do dział, włożyć materiały wybuchowe do luf armat i zdetonować je, cały czas znajdując się pod ogniem wroga.
Finalnie plan akcji zakładał lądowanie 9-12 szybowców na zachodnim brzegu Kanału Alberta przy każdym z trzech mostów, przed godziną 5.30, 10 maja, czyli w zaplanowanym czasie rozpoczęcia operacji Fall Gelb. Grupy wyznaczone do szturmu trzech mostów miały zneutralizować belgijskich obrońców, rozminować mosty i przygotować się do odparcia spodziewanych kontrataków. Czterdzieści minut później miały nadlecieć trzy Ju-52 i zrzucić dwudziestu czterech spadochroniarzy w ramach wsparcia oraz karabiny maszynowe z amunicją. Jednocześnie siły przydzielone do szturmowania fortu Eben-Emael miały wylądować na dachu fortu w 12 szybowcach, wyeliminować wszystkich obrońców stawiających opór, unieszkodliwić artylerię ładunkami wybuchowymi i zapobiec usunięciu ich przez obrońców. Mając zdobyte mosty i zniszczoną artylerię dalekiego zasięgu, obrońcy mieli pozostać w forcie, broniąc pozycji do nadejścia głównych sił niemieckich.

## Bitwa
Ze względów bezpieczeństwa oddział szturmowy Kocha został rozproszony w Nadrenii przed rozpoczęciem misji. Wstępne rozkazy otrzymał 9 maja, nakazywały one dotarcie na wcześniej ustalone miejsce koncentracji. Wkrótce potem nadszedł rozkaz informujący o rozpoczęciu operacji Fall Gelb o godzinie 05.25, 10 maja. O 4.30 42 szybowce z 493 żołnierzami na pokładzie wystartowały z dwóch lotnisk w Kolonii. Początkowo skręciły one zgodnie z rozkazami na południe. Panowała cisza w eterze, co nie pozwoliło m.in. na poinformowanie dowództwa, że lina holująca jeden z szybowców pękła, zmuszając jego załogę do lądowania w granicach Niemiec. Inni piloci przedwcześnie zwolnili liny holujące, przez co nie byli w stanie wylądować w wyznaczonym miejscu. Należeli oni do oddziału „Granite” mającego wylądować wewnątrz fortu, w wyniku czego grupa ta została osłabiona. W jednym z szybowców, który nie mógł dotrzeć na miejsce akcji, znajdował się zastępca dowódcy – Oberleutnant Witzig. Pozostałe szybowce zostały spuszczone z holu 19 kilometrów przed celami, na wysokości 2100 metrów, uznaną za wystarczającą, by dolecieć szybowcami do trzech mostów i dachu fortu. Odległość ta pozwalała na lądowanie w locie nurkowym sprzyjającym celnemu osadzeniu szybowców. Ju 52 holujące szybowce zawróciły, jednakże belgijska artyleria przeciwlotnicza wykryła je i otworzyła ogień. Zaalarmowało to jednostki belgijskie w okolicy, które dostrzegły szybowce zbliżające się do stref lądowania.

### Mosty

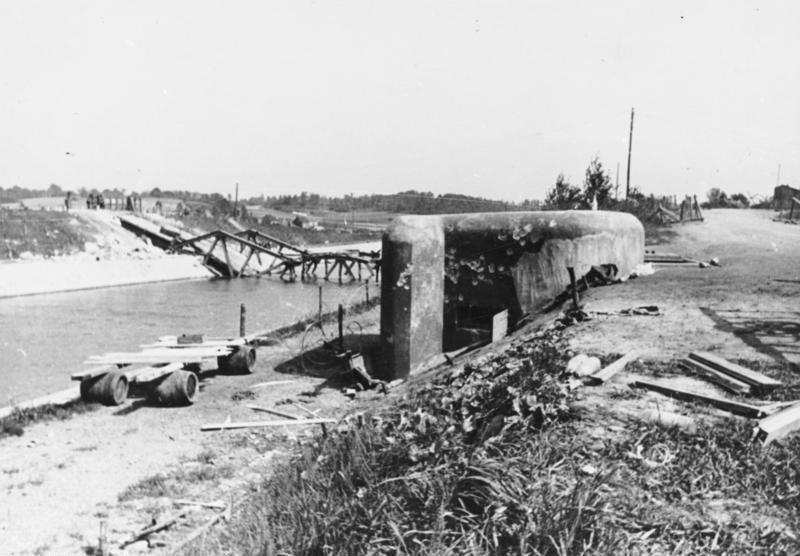
Jedyny most zniszczony przez Belgów. 23 maja 1940

Wszystkie dziewięć szybowców z oddziałem przeznaczonym do zajęcia mostu Veldwezelt wylądowało w jego okolicy o 5.20. Drut kolczasty owinięty wokół płóz szybowców zatrzymał je skutecznie. Szybowiec należący do Leutnanta Altmanna wylądował w większej odległości od mostu, inny wylądował bezpośrednio na czole belgijskiego bunkra, w efekcie od razu rozpoczęła się wymiana ognia. Jeden z podoficerów wrzucił granat do bunkra, drugi z jego ludzi wysadził drzwi schronu materiałami wybuchowymi, pozwalając na jego zdobycie. Jednocześnie Altmann zebrał swoich ludzi i poprowadził ich wzdłuż rowu biegnącego równolegle do mostu. Wyznaczył dwóch ludzi do wspięcia się na filary mostu i zdemontowania materiałów wybuchowych założonych przez Belgów. Niemcy zapobiegli wysadzeniu mostu, ale musieli go bronić przed pozostałymi przeciwnikami, którzy nie zostali wyparci, a otrzymali wsparcie w postaci plutonu z pobliskiej wsi. Dwa działa polowe ustawione 500 metrów od mostu nie mogły być zniszczone przez broń ręczną, Altmann był więc zmuszony do wezwania wsparcia powietrznego w postaci dwóch samolotów Ju 87, które zniszczyły stanowisko artyleryjskie. Oddział miał zostać zluzowany o 14.30 jednakże opór Belgów opóźnił przybycie posiłków do 21.30. Podczas walk grupa ta straciła 9 zabitych i 13 rannych.
Dziesięć z dwunastu szybowców grupy „Beton” wylądowało obok mostu Vroenhoven o 5.15. Dwunasty szybowiec trafił na ogień przeciwlotniczy na trasie do mostu i był zmuszony do wylądowania na terytorium holenderskim. Szybowce zostały zaskoczone przez ciężki ogień przeciwlotniczy podczas lądowania, jeden z nich został trafiony i roztrzaskał się podczas lądowania. W efekcie trzech żołnierzy zostało rannych, reszta nie ucierpiała. Pozostałe szybowce wylądowały bez uszkodzeń. Jeden z szybowców wylądował przy bunkrze z detonatorem ładunków zamontowanych na moście, co pozwoliło na jego szybkie zdobycie, dzięki czemu most nie został zniszczony. Reszta Belgów przeprowadzała kontrataki w celu odzyskania mostu, ale były one zatrzymywane przy pomocy karabinów maszynowych zrzuconych ze spadochroniarzami o 6.15. Zacięte belgijskie ataki pozwoliły na zluzowanie grupy „Beton” dopiero o 21.40, oddział poniósł ciężkie straty: 7 zabitych i 24 rannych.
Wszystkie z dziesięciu szybowców grupy „Eisen” były gotowe do wylądowania w przeznaczonej strefie przy moście Canne. Ze względu na błąd nawigacyjny pilotów holujących szybowce, jeden z nich wylądował w złym miejscu. Pozostałe wpadły na ostry ogień przeciwlotniczy i zostały odczepione o 5.35, po czym zaczęły schodzić w kierunku stref lądowania. Inaczej niż obrońcy pozostałych dwóch mostów, wartownicy mostu Canne zostali zaalarmowani przez niemiecką kolumnę zmechanizowaną, która dotarła w pobliże mostu 20 minut przed czasem. Nie pozwoliło to na zaskoczenie obrońców i pozwoliło Belgom na wysadzenie mostu. Podczas lądowania szybowców dostały się one pod ogień przeciwlotniczy i jeden z nich rozbił się o ziemię, zabijając większość swoich pasażerów. Pozostałe 9 wylądowało, żołnierze podjęli szturm na belgijskie pozycje, zdobywając je. O 5.50 oddział kontrolował teren oraz pobliską wieś Canne, a silny kontratak belgijski został odparty tylko dzięki wezwaniu wsparcia bombowców Ju 87. Jeszcze kilka kontrataków miało miejsce w nocy – ze względu na zniszczenie mostu grupa nie mogła być zluzowana do rana. Poniosła ona najcięższe straty spośród wszystkich grup szturmowych przydzielonych do zdobycia mostów, w sumie 22 zabitych i 26 rannych. Była to też jedyna grupa, w której Belgowie wzięli jeńców. Zostali potem uwolnieni przez Niemców pod Dunkierką.

### Fort Eben-Emael

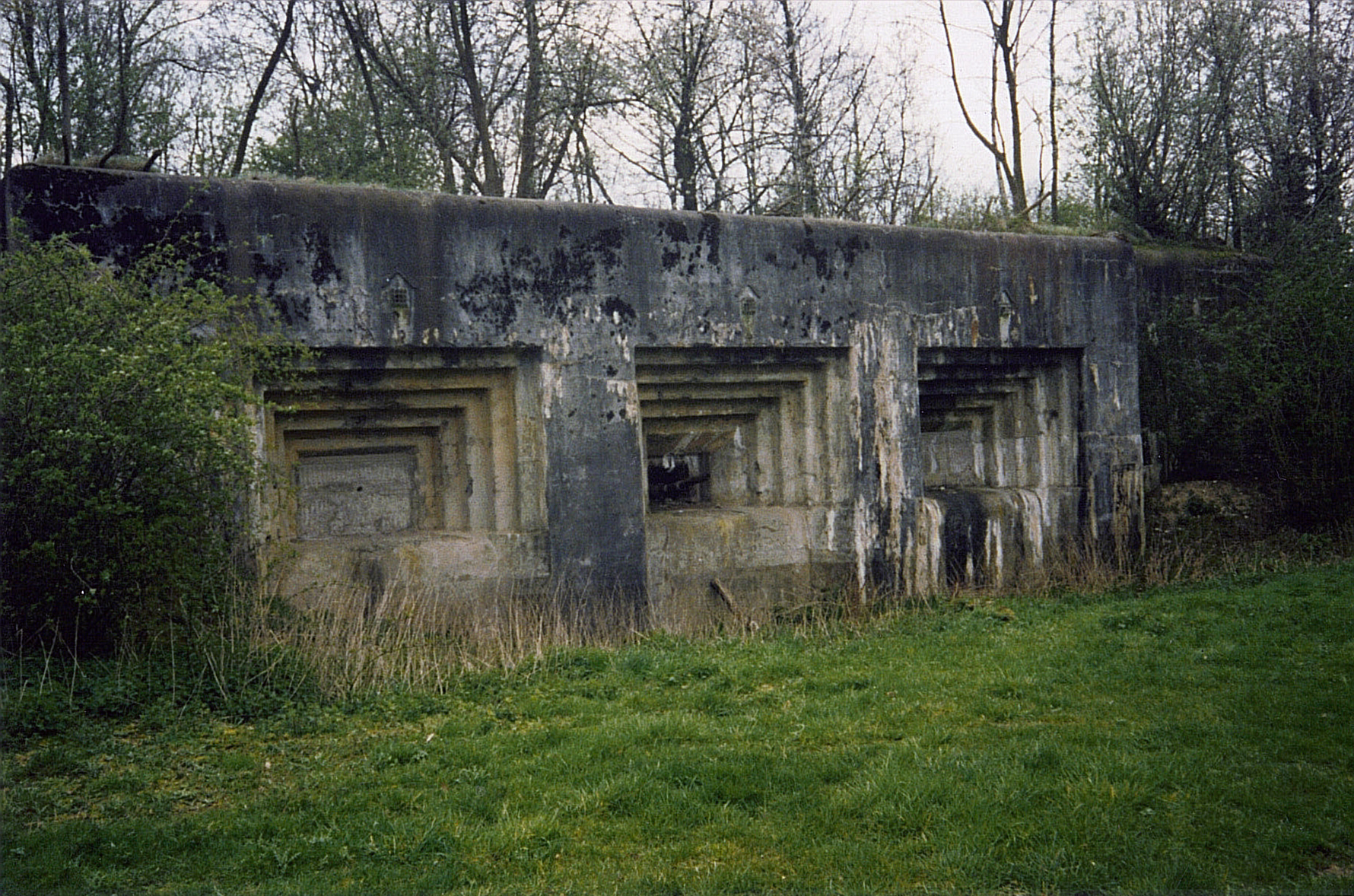
Kazamata „Maastricht 2”

Pozostałe 9 szybowców transportujących grupę „Granite” wylądowało na dachu fortu z pomocą spadochronów zwalniających, użytych w celu szybkiego zatrzymania się. Żołnierze szybko opuścili szybowce i zaczęli przymocowywać ładunki wybuchowe do stanowisk artylerii, która obrała właśnie za cel zdobyte przez Niemców mosty. W południowej części fortu znajdował się cel nr 18, czyli kazamata artylerii mieszcząca trzy działa 75 mm. Uszkodzona lekkim ładunkiem wybuchowym, została następnie zniszczona silniejszym ładunkiem, który zniszczył kopułę obserwacyjna i część dachu fortu. Cel nr 12, czyli obrotowa kopuła mieszcząca dwa działa, został również zniszczony przez Niemców. Celem nr 26 było stanowisko mieszczące trzy kolejne działa 75 mm; po zdetonowaniu na nim ładunku, napastnicy uznali je za zniszczone i ruszyli dalej, co jednak okazało się przedwczesne: jedno z dział zaczęło mierzyć w kierunku atakujących, którzy musieli zaatakować je powtórnie i zniszczyć. Następnie unieszkodliwiono kolejną parę dział 75 mm w kopule, a także koszary belgijskiej piechoty. Jednakże próby zniszczenia celu nr 24 okazały się nieskuteczne, była nim kopuła z działami 120 mm, która okazała się zbyt wielka do zniszczenia przez oddział z jednego szybowca. Po zebraniu dwóch oddziałów umieszczono na kopule ładunki kumulacyjne, które, zdetonowane, nie zdołały jednak zniszczyć kopuły. Niemcy byli zmuszeni do wspięcia się na kopułę i zniszczenia luf dział.

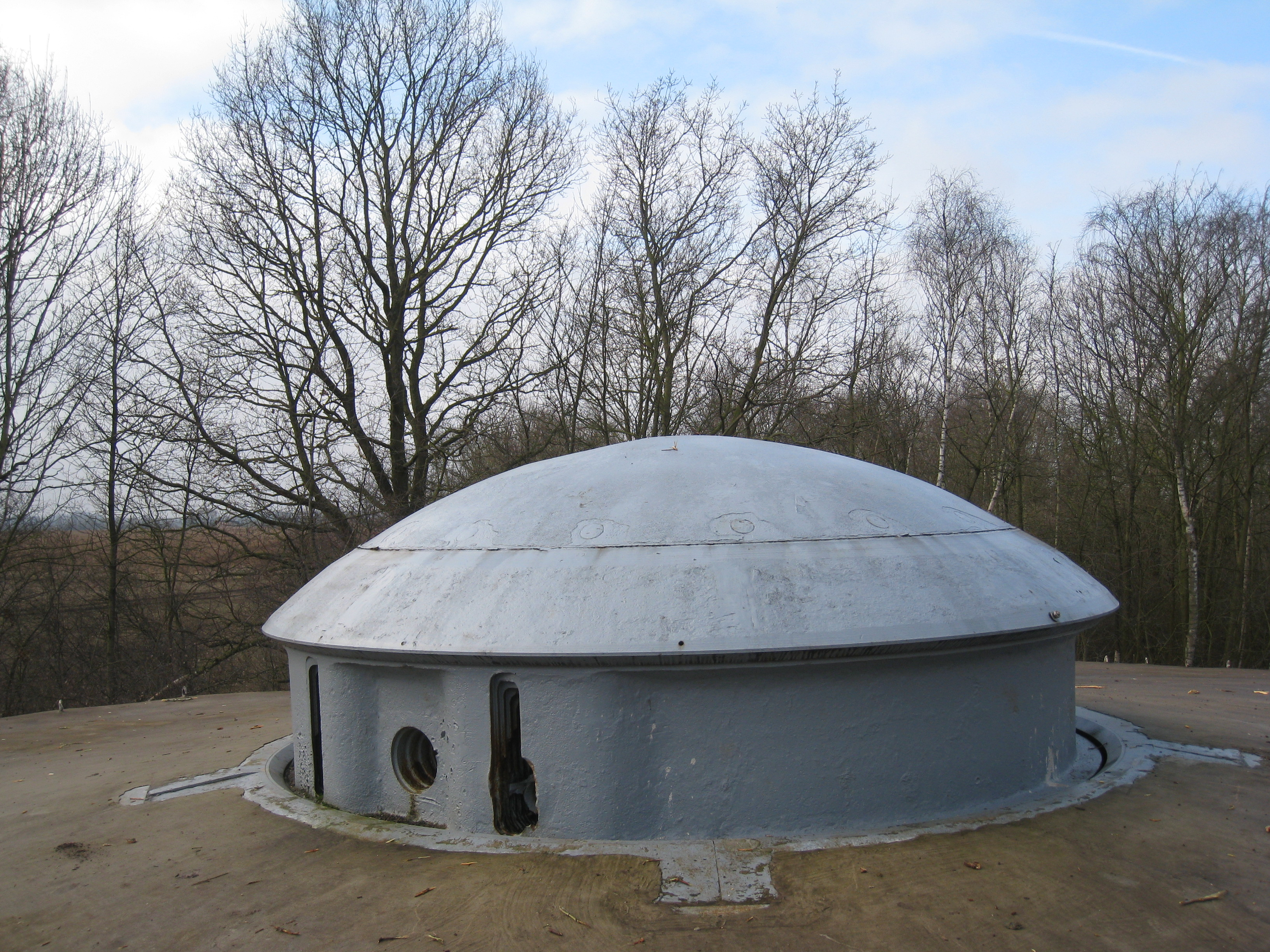
Jedna z kopuł pancernych

W północnej części fortu miały miejsce podobne akcje. Spadochroniarze niszczyli lub unieszkodliwiali stanowiska artylerii. Celem nr 13 była kazamata mieszcząca sprzężony karabin maszynowy, który prowadził ogień w zachodnią stronę fortu. Do zniszczenia jego stanowiska użyto miotacza płomieni, który zmusił jego załogę do odwrotu, a następnie zniszczono to stanowisko przy pomocy ładunków kumulacyjnych. Kolejna kopuła obserwacyjna mieściła karabiny maszynowe. Cel nr 19 został zniszczony, ale dwa następne cele: 15 i 16, okazały się atrapami. Nieoczekiwane komplikacje pojawiły się przy celu nr 23 – wysuwanej kopule z dwoma działami 75 mm. Ich silny ogień wymagał wezwania wsparcia lotniczego. Eskadra sztukasów zbombardowała ją, ale nie została ona zniszczona. Jednakże obrońcy wycofali się po nalocie. Wszelakie wejścia do fortu znalezione przez Niemców zostały zniszczone materiałami wybuchowymi w celu uwięzienia garnizonu wewnątrz fortu. Spadochroniarze zniszczyli lub unieszkodliwili artylerię fortu, ale ciągle borykali się z małymi kopułami zawierającymi broń przeciwlotniczą i karabiny maszynowe.
Gdy walczono z pozostałymi celami, na dachu fortu wylądował pojedynczy szybowiec, w którym znajdował się Rudolf Witzig wraz z żołnierzami, który wcześniej nie zdołał dolecieć na miejsce ataku. Po przedwczesnym lądowaniu wezwał on zapasowy szybowiec, który wylądował z holującą go maszyną na polu, kosząc przy tym płoty i żywopłoty.
Po wypełnieniu głównych celów, tj. unieszkodliwieniu artylerii fortu, jednostki spadochronowe broniły umocnień przed belgijskimi kontratakami, które rozpoczęły się niemal natychmiast. Ataki te były jednak prowadzone w sposób nieskoordynowany. Odpierano je przy pomocy ognia karabinów maszynowych. Niemcy byli również ostrzeliwani przez artylerię kilku pobliskich fortów i jednostek belgijskich. Jednak był to ostrzał nieskuteczny, który często pomagał Niemcom w odrzucaniu belgijskich kontrataków. Niemcy rozmieścili także stanowiska tak, by uniemożliwić Belgom atakowanie z wnętrza fortu. Uwięzieni Belgowie dysponowali jedynym wyjściem z fortu w postaci spiralnej klatki schodowej, podczas gdy wszystkie otwory strzelnicze były kontrolowane przez Niemców bądź zniszczone.
Plan szturmu zakładał, że oddział „Granite” zostanie zluzowany przez 51 batalion saperski w ciągu kilku godzin od zajęcia fortu. Jednakże oddziały w forcie zostały zluzowane dopiero o godzinie 7.00 dnia następnego, tj. 11 maja. Silny opór Belgów na rzece Mozie wymagał zbudowania przez oddział saperski mostów pontonowych, co opóźniło jego przybycie. Batalion po przybyciu podjął atak na pozostałe umocnienia fortu. W obliczu tego garnizon skapitulował o godzinie 12.30, 11 maja. Straty belgijskich obrońców wynosiły 60 zabitych i 40 rannych, ponad tysiąc Belgów dostało się do niewoli. Oddział szturmowy „Granite” stracił 6 zabitych i 19 rannych.

## Po bitwie

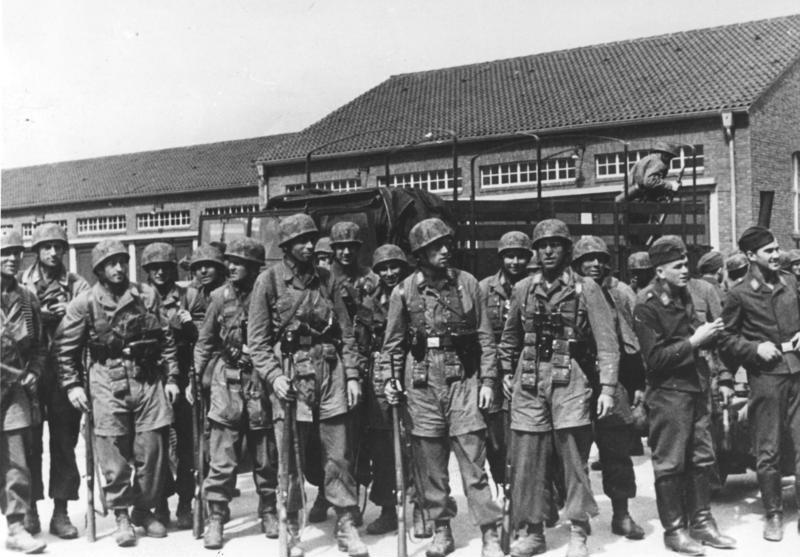
Oddział Kocha po zdobyciu fortu, 12 maja 1940

Szturm na fort i trzy mosty skończył się sukcesem spadochroniarzy. Artyleria fortu została unieszkodliwiona, dwa z trzech mostów zostały zdobyte w stanie niezniszczonym. Dokonanie tego pozwoliło siłom 18 Armii na ominięcie pozostałej belgijskiej obrony i otworzyło Niemcom drogę do centrum kraju. W powojennej publikacji generał Kurt Student napisał: „był to czyn brawurowy o decydującym znaczeniu [...] Przestudiowałem historię ostatniej wojny i przebieg bitew na wszystkich frontach. Ale nie znalazłem żadnej równie znakomitej akcji – podejmowanej przez nasze siły czy wrogów – którą można by porównać z sukcesem osiągniętym przez grupę szturmową Kocha”. Kilku oficerów i podoficerów zostało odznaczonych medalami Krzyża Rycerskiego za udział w tej operacji, włączając w to Rudolfa Witziga, który dowodził operacją pod nieobecność Kocha. Hauptmann Koch otrzymał awans do stopnia majora i objął dowództwo nad 1 pułkiem spadochronowym, a także zajął się treningiem sił spadochronowych.

## InformacjeWehrmachtbericht
| Data                    | Oryginalna wiadomość niemiecka z Wehrmachtbericht | Polski |
| ----------------------- | --- | --- |
| Sobota, 11 maja 1940    | (Sondermeldung) Das stärkste Fort der Festung Lüttich, Eben-Emael, das die Übergänge über die Maas und den Albert-Kanal bei und westlich Maastricht beherrscht, hat sich Sonnabendnachmittag ergeben. Der Kommandant und 1000 Mann wurden gefangen genommen. Das Fort wurde schon am 10. Mai durch eine ausgesuchte Abteilung der Luftwaffe unter Führung von Oberleutnant Witzig und unter Einsatz neuartiger Angriffsmittel kampfunfähig gemacht und die Besatzung niedergehalten. Als es einem von Norden angreifenden Verband des Heeres nach hartem Kampf gelungen war, die Verbindung mit der Abteilung Witzig herzustellen, hat die Besatzung ihre Waffen gestreckt. | Najsilniejszy fort twierdzy Liège; Eben-Emael, który broni przeprawy przez Mozę i Kanał Alberta na południe od Maastricht, poddał się w sobotę po południu. Dowódca i 1000 ludzi zostało wziętych do niewoli. Fort okazał się bezbronny i garnizon został przyparty do muru 10 maja przez specjalną jednostkę Luftwaffe pod dowództwem Oberleutnanta Witziga, dzięki nowym sposobom walki. Garnizon złożył broń po ciężkiej walce z jednostką Witziga. |
| Niedziela, 12 maja 1940 | Zwischen Hasselt und Maastricht ist der Übergang über den Albert-Kanal erzwungen. Das Fort Eben-Emael, südlich Maastricht, der stärkste Eckpfeiler Lüttichs, ist, wie schon durch Sondermeldung bekanntgegeben in deutscher Hand. Der Kommandant und die Besatzung von 1000 Mann haben sich ergeben. | Przeprawy na Kanale Alberta pomiędzy Hasselt i Maastricht zostały zdobyte. Fort Eben-Emael, południowe Maastricht, najsilniejszy punkt obrony Liège jest w niemieckich rękach. Dowódca i 1000 ludzi poddali się. |